# Кесарія (Ізраїль)
Кеса́рія (також Кейса́рія; івр. קֵיסָרְיָה Кейсарія або Кесарія, араб. قيسارية‎ Кейсарія, грец. Καισάρεια Кайсарея) — общинне поселення на середземноморському узбережжі Ізраїлю, розташоване на північний схід від стародавньої Кесарії Палестинської.

## Історія

### Антична епоха
Кесарія Палестинська була збудована приблизно у 20-10 рр. до н.е. неподалік від руїн малої військово-морської бази, відомої як Вежа Стратона (Stratonos pyrgos), яка у свою чергу була заснована Стратоном І , правителем Сідона. Ймовірно, спочатку це мало бути сільськогосподарське поселення. У 90 р. до н.е. Александр Яннай захопив Вежу Стратона у рамках своєї політики розвитку суднобудування та розширення території Хасмонейської держави. Вежа Стратона лишалась єврейським поселенням допоки у 63 р. до н.е. ним не заволоділи римляни, оголосивши його автономним містом. Язичницьке місто зазнало великих змін за правління Ірода І Великого, який перейменував його у Кесарію на честь римського імператора Октавіана Августа. і зробив адміністративним центром провінції Юдея.
У 22 р. до н.е. Ірод почав будівництво глибокого морського порту; також з'явилося багато складів, ринків, широких доріг, лазень, храмів на честь Риму і Октавіана Августа та величних громадських споруд. Кожні п'ять років у місті відбувалися головні спортивні змагання, гладіаторські бої та театральні вистави у міському театрі з видом на Середземне море.
Кесарія також процвітала під час Візантійської епохи. У III столітті в місті перестали діяти єврейські закони — галаха, оскільки на той час більшість населення міста була неєврейською. Тоді Кесарія була столицею провінції Палестина Прима та здебільшого виконувала функції торгового центру.

### Середньовіччя

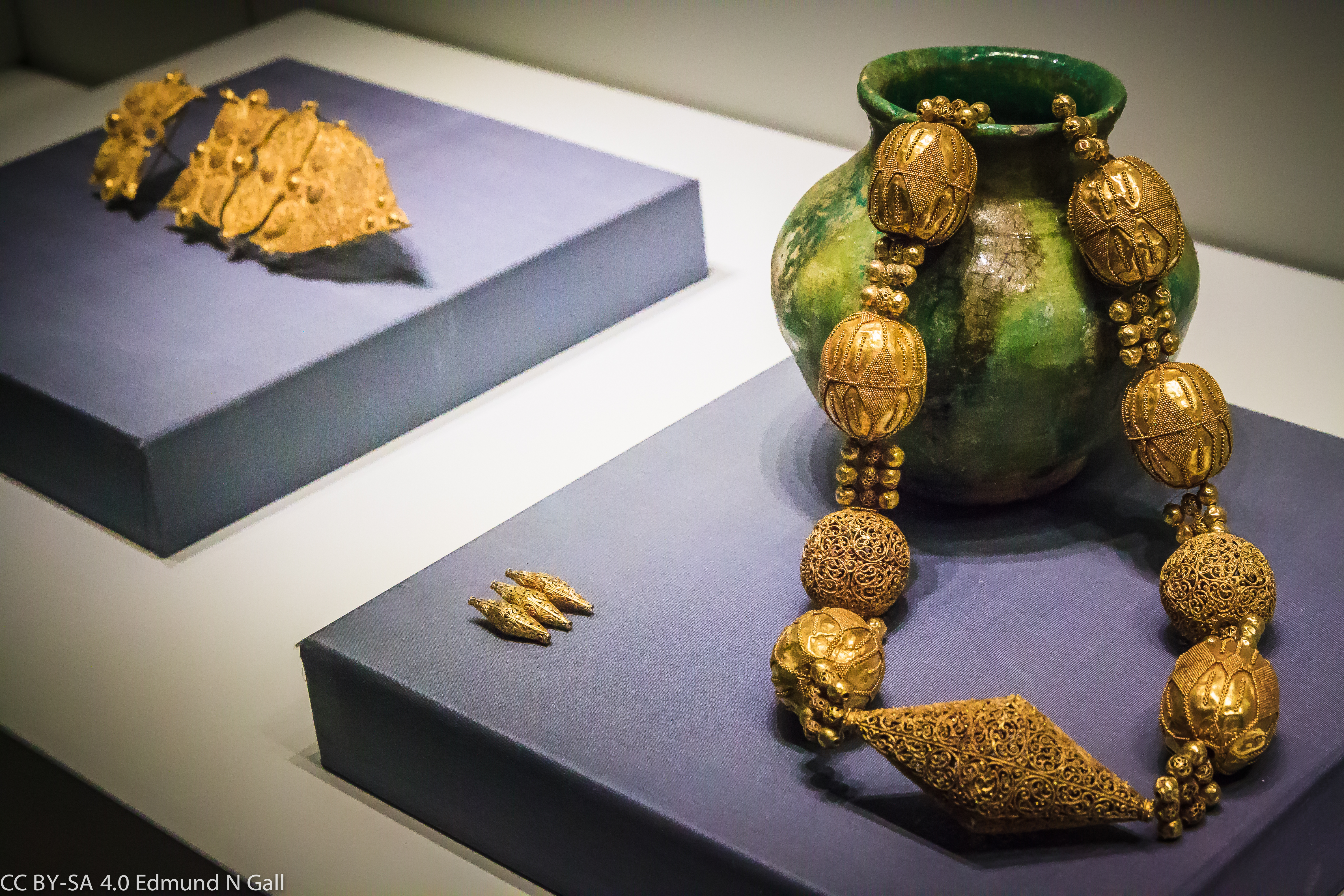
Прикраси періоду Фатимідського халіфату (ХІ ст.) з Кесарії

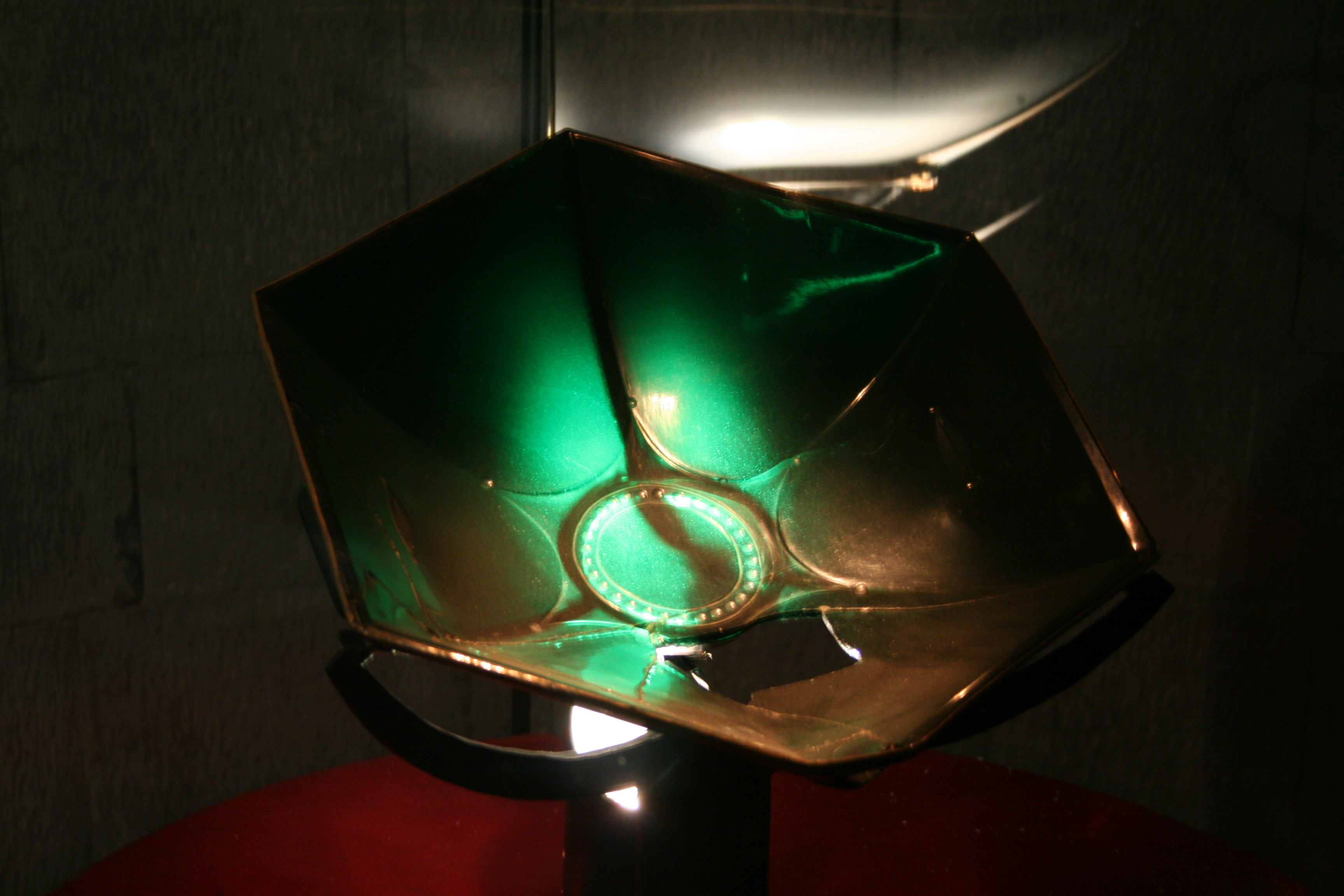
Sacro Catino — римська чаша із зеленого єгипетського скла, пізніше визнана Святим Граалем; привезена із Кесарії до Генуї у 1101 році

Під час арабського завоювання Сирії та Палестини Кесарія була останнім містом, що здалося арабам, які панували там до завоювання хрестоносцями.
Мусульманський історик аль-Баладурі (помер у 892 році) згадував про Кесарію як про одне із десяти міст у військовому окрузі Палестини, завойованих у 630-х рр. армією Праведного халіфату на чолі з Амр ібн аль Асом.
Інтенсивне господарство на цих територіях велося лише за часів Праведного халіфату до Першого хрестового походу. Згодом усі ферми були поховані під піском морського узбережжя.
Насір Хосров у 1047 році відзначав «прекрасну джума-мечеть» Кесарії, «розташовану так, що на її подвір'ї можна сидіти та насолоджуватися спостереженням за всім, що відбувається на морі». За часів панування хрестоносців мечеть було перетворена на церкву святого Петра. У наш час було виявлено стіну, яка могла бути частиною цієї споруди.
Хосров також розповідав, що Кесарія «чудове місто, у якому тече вода та ростуть сади з пальмами, апельсиновими та лимонними деревами. Його мури міцні, із залізними воротами. Скрізь у місті шумлять фонтани».
Арабський географ Якут у своїх описах у 1220-х рр. називав Кесарію одним із найголовніших міст Палестини.
У 1101-87 та 1191-1265 рр. Кесарія знаходилася під владою хрестоносців.
1251 року Людовік IX укріпив місто, наказавши спорудити високі мури (решти яких досі збереглися) та глибокий рів. Втім мури не утримали місто від нападу мамлюцького султана Бейбарса. Під час правління мамелюків руїни Кесарії Палестинської біля фортеці хрестоносців поблизу Кесарії на узбережжі Середземного моря лишалися незаселеними.

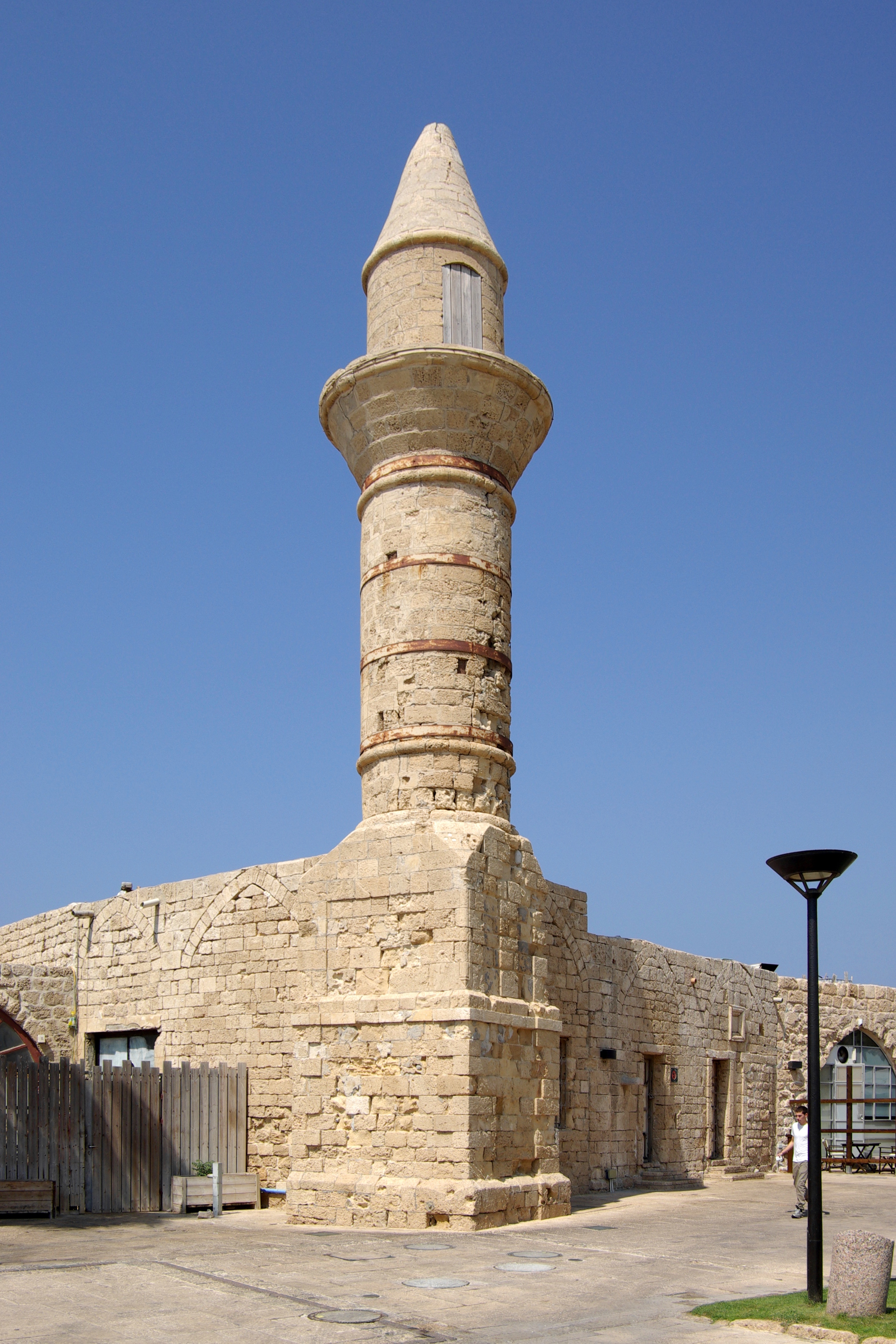
Босняцька мечеть у Кесарії

Аль-Дімашкі приблизно у 1300 році писав, що Кесарія належала до Королівства Газа.

### Османська епоха
1664 року у Кесарії проживало 100 марокканських та 7-8 єврейських родин. У XVIII столітті поселення знову було зруйноване.
1806 року німецький дослідник Зеетцен описував Кесарію як руїни, у яких жили декілька бідних рибалок та їх родин. 1870 року поселення також відвідав Віктор Герен.
Селище залишалось спустошеним до 1884 році, коли до села Кісар'я (арабська назва Кесарії) заселилися бушняки (босняки) — іммігранти з Боснії, які збудували тут невелике рибальське село на руїнах прибережної фортеці хрестоносців.
Дані 1887 року свідчать, що у Кесарії проживало 670 мусульман разом із 265 мусульманами, які були зазначені як «босняки».
Петерсен, який відвідав Кесарію у 1992 році, писав, що будівлі XIX століття були цегляними, зазвичай одноповерховими (за винятком будинку губернатора). Деякі споруди у західній частині селища, біля моря, вціліли. Також у XIX столітті тут було багато мечетей, але збереглась лише одна — Босняцька. Ця мечеть, що знаходиться у південній частині міста біля порту, описана як проста кам'яна будівля з дахом, вкритим червоною черепицею та циліндричним мінаретом. На той час (1992 рік) у ній розміщувався ресторан та сувенірний магазин.

### Британський мандат в Палестині
Згідно із переписом населення 1922 року, проведеним урядом Британського мандату, у Кесарії проживало 346 осіб: 288 мусульман, 32 християнина та 26 євреїв; серед християн були 6 православних, 3 православних сирійці, 3 римо-католики, 4 мелькіти, 2 сирійських католики та 14 маронітів. За даними перепису населення 1931 року, кількість населення збільшилась до 706 осіб: 19 християн, 4 друзів та 683 мусульман, які разом проживало у 143 будинках.
1940 року приблизно за 1 км на південь від містечка було засновано єврейський кібуц Сдот-Ям. Мусульманське поселення втратило своє економічне значення і багато мусульман-мешканців Кісар'ї залишили її у середині 1940-х рр., коли британський уряд розширив мережу залізниць, що оминали мілководний порт. Станом на 1945 рік Кісар'я мала населення у 960 осіб, серед яких було 930 мусульман та 30 християн. У 1944/45 році на 18 дунамах площі селища вирощувалися цитрусові та банани, а на 1020 дунамах — зернові, у той час, як 108 дунамів були пристосовані під сади, а 111 дунамів складали забудовану землю.
30 листопада 1947 року спалахнула громадянська війна. У грудні 1947 року впливовий посадовець селища, Тавфік Кадкуда, здійснив спробу укласти із місцевими євреями про відмову від участі у бойових діях. 31 січня 1948 року напад бійців Лехі напали на автобус, який від'їжджав із Кесарії, під час якого було вбито 2 та поранено 6 осіб, спричинив хвилю евакуації місцевого населення до Аль-Тантура. Згодом загони Хагани окупували селище, оскільки ця територія належала Палестинській єврейській колонізаційній асоціації, але побоюючись, що британський уряд змусить їх піти, вирішили зруйнувати будинки. Це сталося протягом 19-20 лютого після того, як інших мешканців селища було вигнано, а будинки — розграбовано. До цієї операції також долучився загін Пальмаха під командуванням Іцхака Рабина. Згідно з Бенні Моррісом, вигнання населення було скоріше пов'язане із нелегальною єврейською імміграцією, аніж із війною. У тому ж місяці бедуїни, які проживали на дюнах між Кесарією та Пардесом, покинули цю територію. Палестинський історик Валід Халіді описував залишки селища у 1992 році: «Більшість будинків були зруйновані. Місцевість за останні роки була розкопана здебільшого італійськими, американськими й ізраїльськими загонами та перетворена на туристичну зону. Більшість будівель, які залишилися, зарах є ресторанами, а місцеву мечеть перетворили на бар».

### Держава Ізраїль

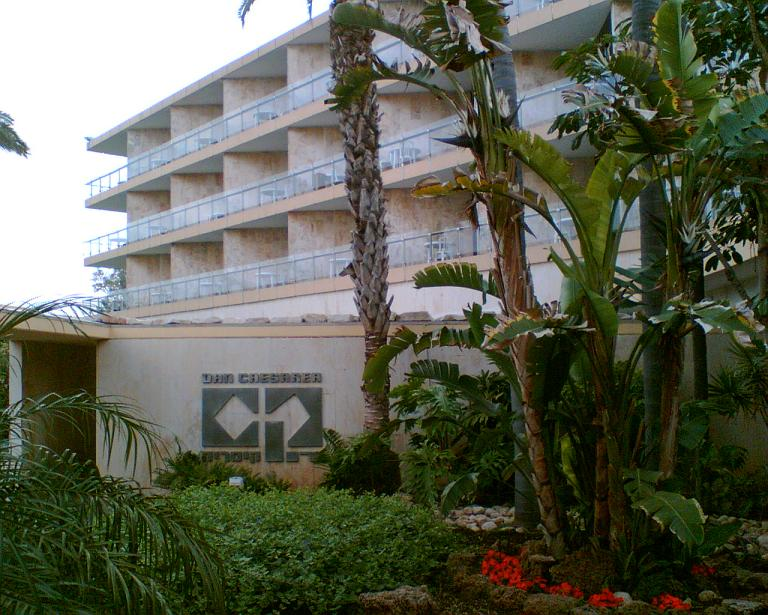
Готель «Дан»

Після заснування держави родина Ротшильдів погодилась перенести більшість свого майна до нової країни. Іншу угоду було укладено стосовно 35 000 дунамів землі у сучасному місті та навколо нього, які родина отримала у володіння: після передач землі державі її знову (на 200 років) віддали в оренду новому благодійному фондові. Едмон де Ротшильд у своєму заповіті зазначив, що цей фонд буде сприяти розвитку освіти, мистецтв, культури та статків Ізраїлю. Фонд Caesarea Edmond Benjamin de Rothschild Foundation було засновано на основі продажу землі Кесарії, за збереження якої фонд несе відповідальність. Фондом наполовину володіє родина Ротшильдів, а наполовину — держава Ізраїль.
Фондом Rothschild Caesare Foundation у 1952 році була заснована корпорація Caesarea Edmond Benjamin de Rothschild Development Corporation Ltd. (CDC), яка має бути його виконавчою ланкою. Вона передає весь прибуток від розвитку Кесарії до фонду, який у свою чергу інвестує в заклади вищої освіти та культури Ізраїлю.
Також у 1952 році неподалік від руїн стародавнього міста Кесарії Палестинської, які згодом були перетворені на національний парк, було засновано єврейське містечко Кесарія.

## Географія

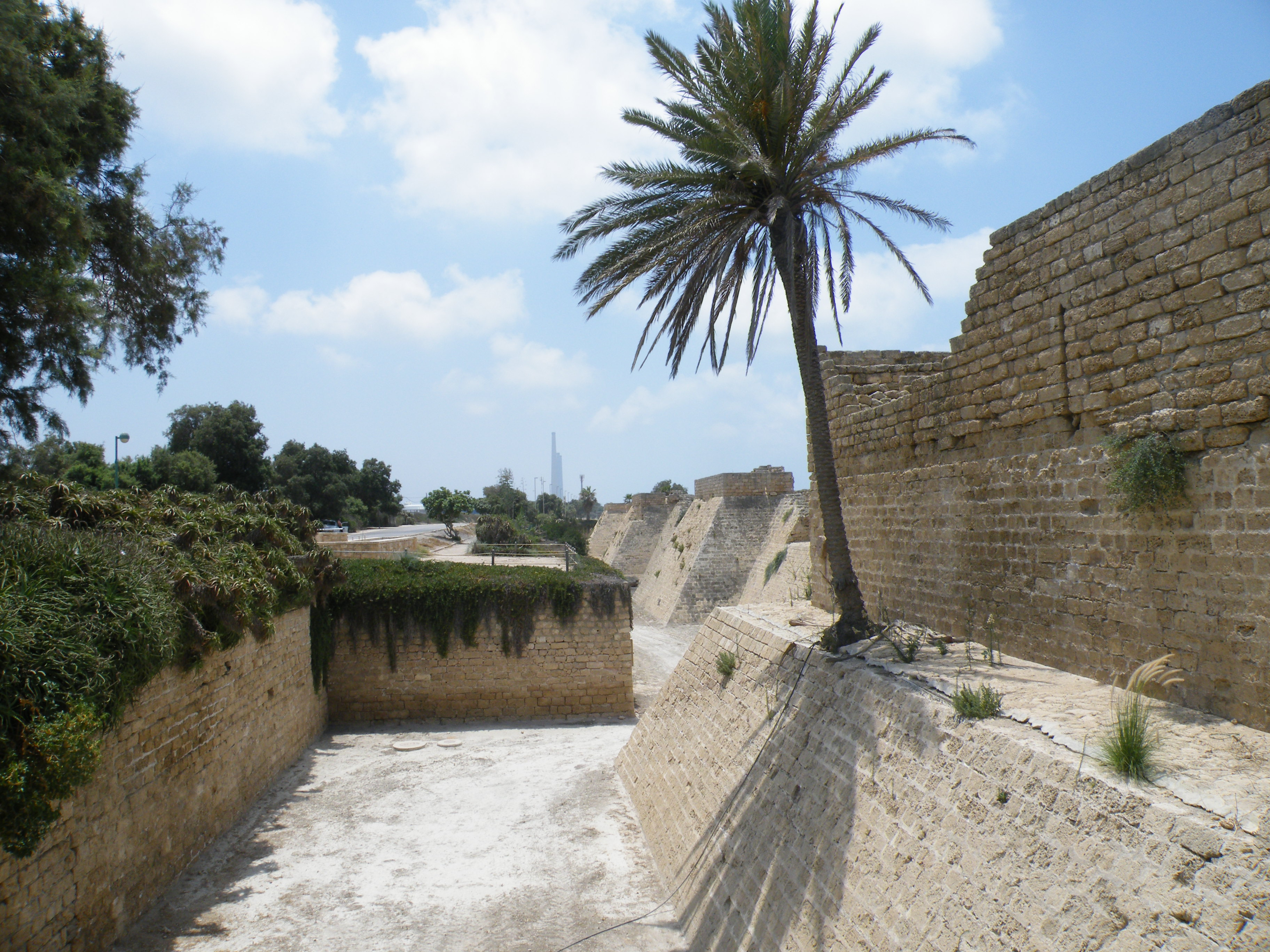
Рештки фортеці хрестоносців із муром

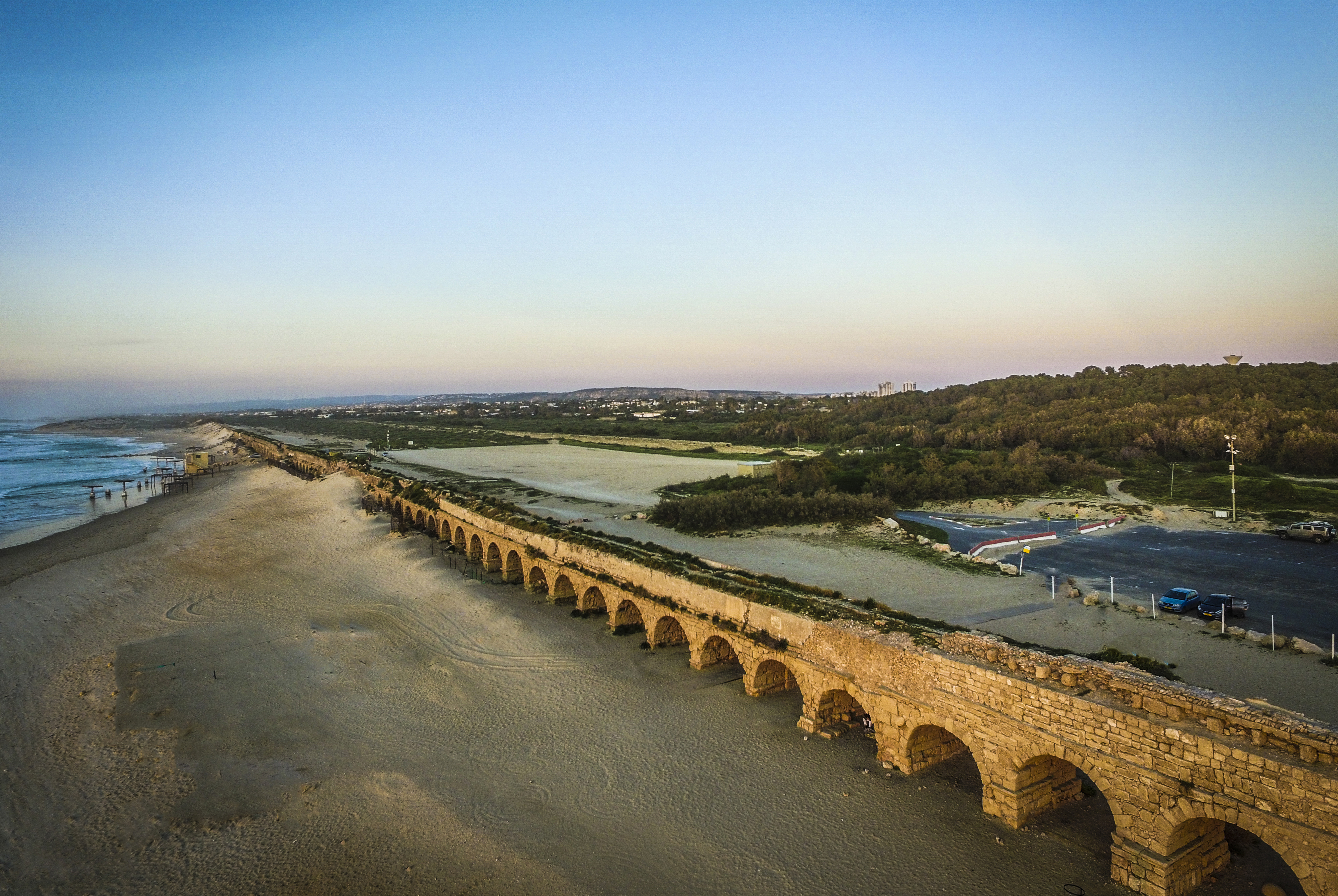
Акведук Кесарії

Кесарія розташована на Ізраїльській прибережній рівнині — історичному природному мості між Європою, Азією та Африкою приблизно на рівній відстані між Тель-Авівом та Хайфою. Кесарія знаходиться на відстані приблизно у 5 км на північний захід від Хадери і межує на сході із промисловою зоною Кесарії та містом Ор-Аківа. Прямо на північ від Кесарії розташоване місто Джиср-аз-Зарка. Кесарія підпадає під юрисдикцію регіональної ради Гоф-га-Кармель.
Кесарія поділена на низку житлових зон, відомих як кластери. Найновішим із них є кластер 13, у якого, як у всіх інших кластерів, є власна назва: він називається «Гольф-кластер» через своє близьке розташування до гольф-поля Кесарії.

### Археологія в місті

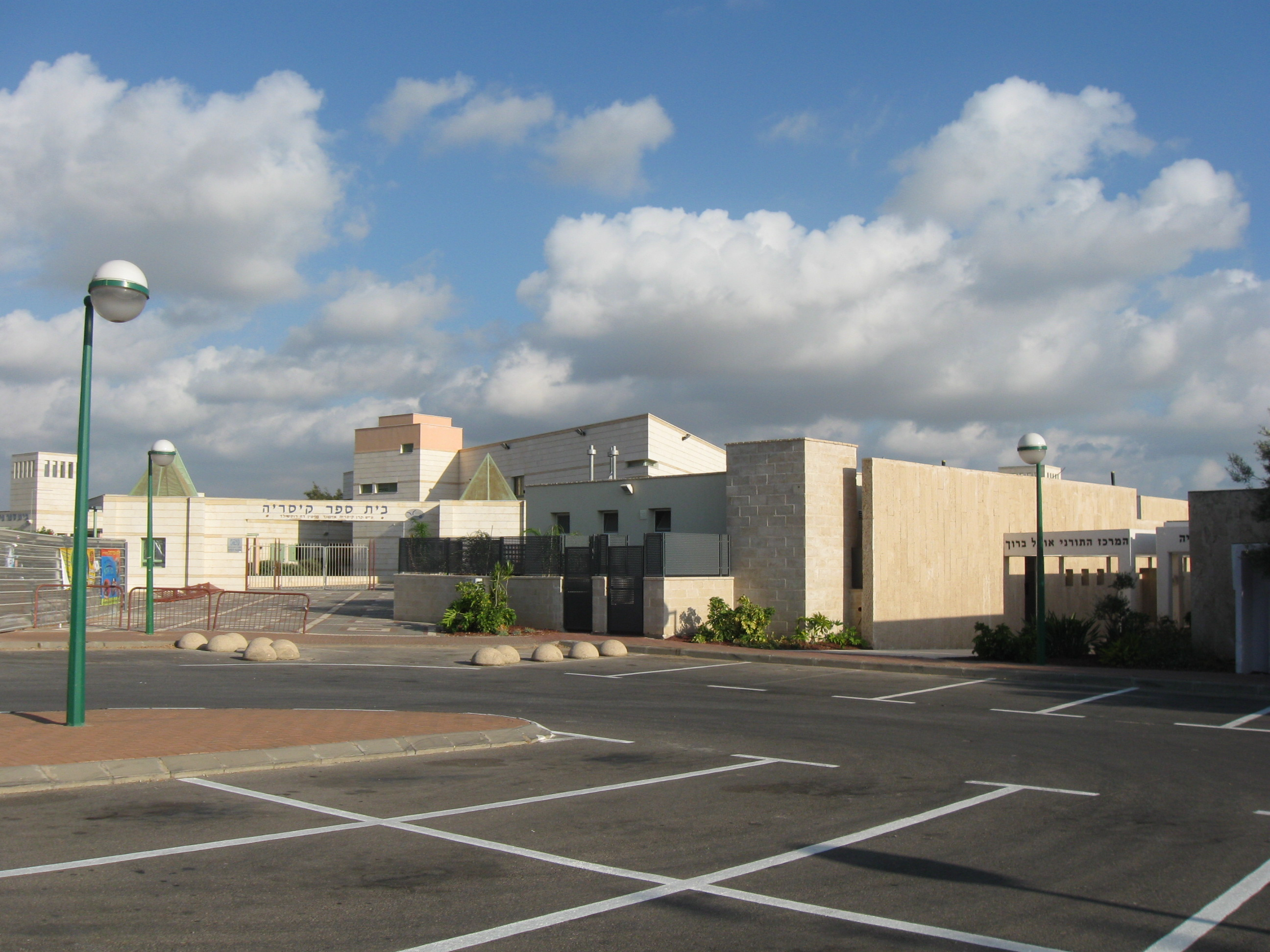
Школа у Кесарії

Більшість розкопок останнього часу почалися у 1950 році. Здебільшого вони проводяться силами США або Ізраїлю. Велику частину розкопок Кесарії, які надалі продовжуються, виконують волонтери під наглядом археологів, яким було відомо про численні скарби Кесарії та її історію, що налічує більше 1300 років. Знайдені артефакти допомагають знайти відповіді на цілу низку питань про різні історичні цивілізації.
2018 року в національному парку «Кесарія Палестинська» була знайдена рідкісна кольорова мозаїка із грецькими надписами, датована II-ІІІ ст. н.е. Це один із небагатьох вцілілих зразків мозаїки того часу в Ізраїлі. За даними археологів мозаїка має розміри 3,5 х 8 м і є «надзвичайно якісною» порівняно з іншими кращими зразками.

## Фонд Rothschild Caesarea Foundation

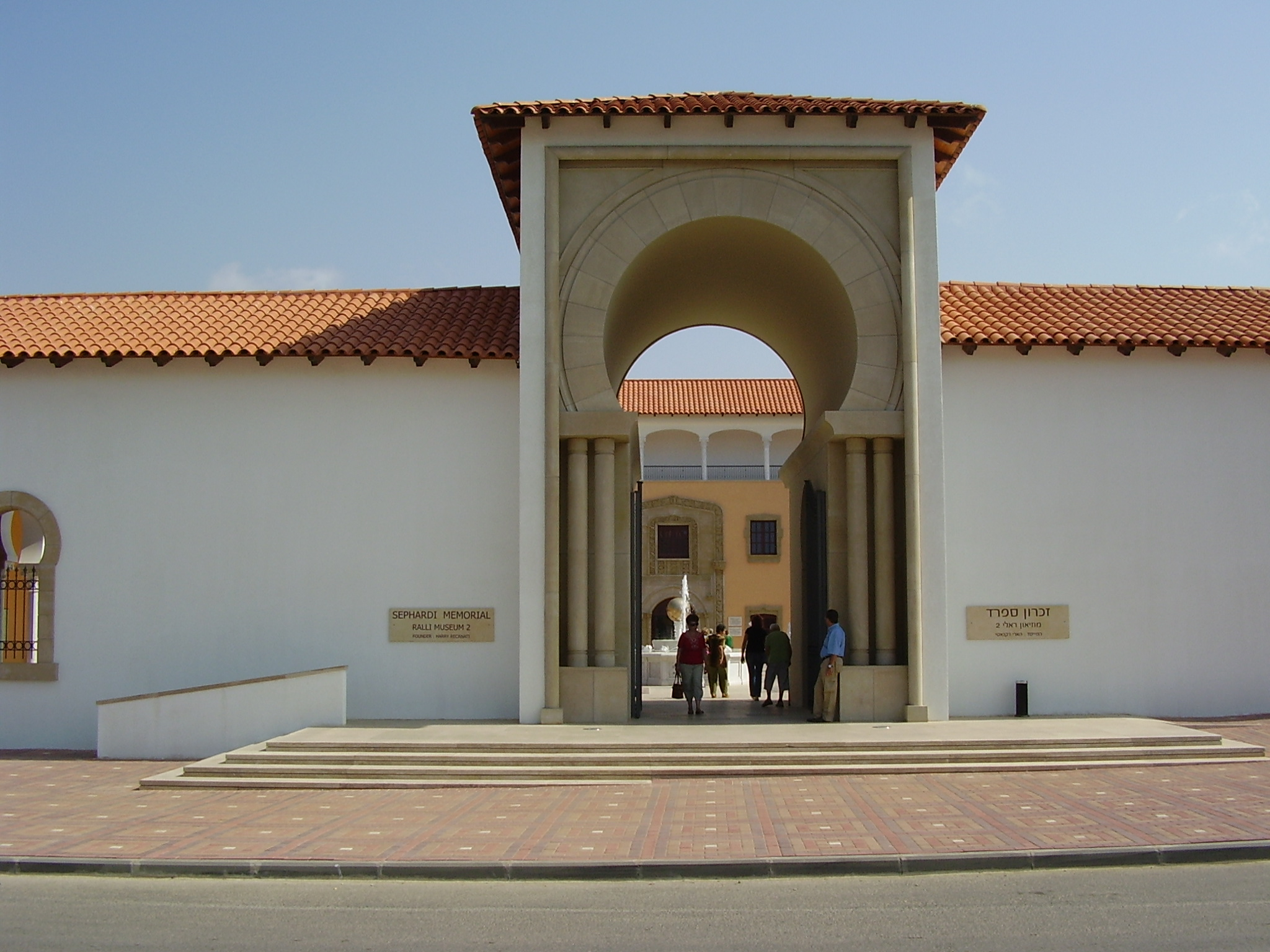
Музей Раллі у Кесарії

Корпорація Caesarea Edmond Benjamin de Rothschild Development Corporation (івр. החברה לפיתוח קיסריה אדמונד בנימין דה רוטשילד) — це виконавча ланка фонду Caesarea Edmond Benjamin de Rothschild Foundation, метою якої є створення суспільства, у якому поєднані якість життя і захист довкілля із розвинутою промисловістю та туризмом.
Наразі головою фонду Rothschild Caesarea Foundation та корпорації CDC є барон Бенджамін де Ротшильд, праправнук барона Едмона де Ротшильда. Кесарія також лишається єдиним населеним пунктом Ізраїлю, яким керує приватна організація, а не муніципальний уряд. Окрім виконання муніципальних завдань, CDC продає ділянки для розвитку нерухомості, керує бізнес-парком неподалік міста та гольф-клубом Кесарії.
Сьогодні Кесарія є одним із найпрестижніших місць для проживання в Ізраїлі. Барон де Ротшильд володіє будинком у місті, так само, як інші видатні ізраїльські та іноземні магнати.

## Економіка
Кесарія є приміським поселенням, певна кількість населення якого працює в Тель-Авіві або Хайфі.
Промисловий парк Кесарії знаходиться на околиці міста. У ньому містяться приблизно 170 компаній, у яких працюють близько 5500 осіб. Діяльність парку включає також поширення та надання високотехнологічного обслуговування. Також тут знаходиться завод із виготовлення автобусів «Меркавім».
У житлових кварталах є торгові осередки із газетними кіосками, супермаркетами, оптиками та банками. У місті також знаходяться численні кафе та ресторани, частина яких розміщена у старому порті. Характерними рисами Кесарії є одно- та двоповерхова індивідуальна забудова (вілли та котеджі), а також високі доходи її мешканців.

## Інфраструктура

### Автошляхи
- За межами східного кордону житлової зони Кесарії пролягає Шосе 2 — головне шосе Ізраїлю, що з'єднує Тель-Авів та Хайфу. Кесарія сполучена з цим автошляхом транспортними розв'язками Кесарії та Ор-Аківи на півдні та у центрі відповідно.
- Трохи поодаль на схід знаходиться шосе 4[en], яке забезпечує більше сполучень із Хадерою, Біньяміною, Зіхрон-Яаковом та мошавами й кібуцами Емек-Хеферу[en].
- Шосе 65[en] починається на транспортній розв'язці Кесарії і пролягає на захід до Галілеї  та міст Пардес-Хана-Канкур, Умм-ель-Фам[en] та Афула.

### Залізниця
Кесарія має спільну залізничну станцію із містом неподалік — Пардес-Хана-Каркур;  станція знаходиться у промисловій зоні Кесарії та є частиною приміського маршруту між Біньяміною та Тель-Авівом, поїзди якого ходять по два щогодини. Залізничний вокзал Біньяміни, — головна регіональна транспортна станція,— також знаходиться неподалік.

## Культура

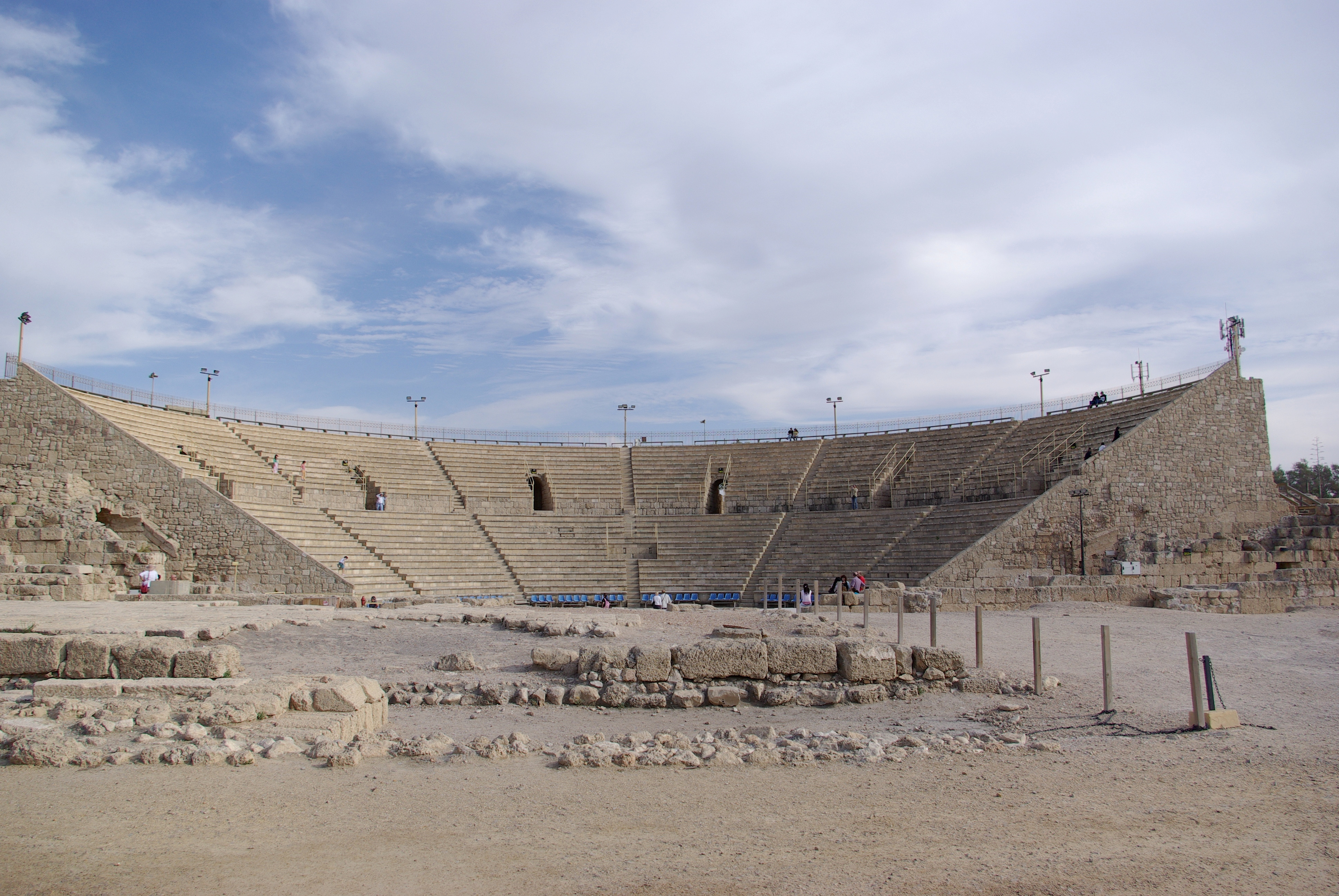
Римський театр у Кесарії

У місцевому римському театрі часто проводяться концерти відомих ізраїльських та іноземних виконавців, таких, як Шломо Арци, Єгудіт Равітц, Mashina, Deep Purple, Бйорк та інших. Також віднедавна тут щорічно проходить джазовий фестиваль.
У міському Музеї Раллі зберігається велика колекція південно-американських витворів мистецтва та декілька оригінальних полотен Сальвадора Далі.

## Спорт
У місті знаходиться гольф-клуб Кесарії, єдине у країні повномасштабне поле для гольфу. Ідея його створення належить Джеймсу де Ротшильду, якому пісчані дюни навколо міста нагадували шотландські піщані поля для гольфу. Після його смерті цей задум було здійснено за сприянно фонду Джеймса де Ротшильда. 1958 року було засновано Комітет гольф-клубу та споруджено поле. У цьому брав участь і професійний американський гольфіст Герман Беррон — єдиний гольфіст-єврей, який виграв змагання PGA Tour. У 1961 Абба Евен урочисто відкрив майданчик. У гольф-клубі Кесарії кожні чотири роки проводилися міжнародні змагання Маккабіади. Поле для гольфу було переоблаштовано дизайнером Пітом Даєм у 2007-09 рр.

## Відомі жителі міста
- Свята Альбіна[en]
- Летиція Бек[en], гольфістка
- Езер Вейцман, сьомий президент Ізраїлю
- Керен Анн[en], співачка
- Аркадій Гайдамак, російсько-ізраїльський бізнесмен
- Стеф Вертхаймер, промисловець
- Беньямін Нетаньягу, чинний прем'єр-міністр Ізраїлю
- Авраам Йосеф Шапіра[en], політик та бізнесмен

## Зовнішні посилання
- Places To Visit in Caesarea [Архівовано 24 Січня 2012 у Wayback Machine.] (англ.)
- Welcome To Qisarya [Архівовано 28 Травня 2010 у Wayback Machine.] (англ.)
- Survey of Western Palestine Map 7: IAA [Архівовано 29 Вересня 2018 у Wayback Machine.], Wikimedia commons [Архівовано 23 Жовтня 2016 у Wayback Machine.]
- Caesarea Development Corporation [Архівовано 18 Листопада 2008 у Wayback Machine.] (англ.)
- Jacques Neguer, Byzantine villa:Conservation of the "gold table" and preparation for its display [Архівовано 29 Вересня 2018 у Wayback Machine.], Israel Antiquities Authority Site [Архівовано 2 Листопада 2017 у Wayback Machine.] - Conservation Department [Архівовано 26 Червня 2014 у Wayback Machine.] (англ.)
- Музей Раллі, Кесарія (рос.)